# Jules Mazé
Jules Mazé, né le 24 août 1865 à Carignan (Ardennes) et mort le 14 avril 1951 à Paris, est un romancier, poète, historien, critique d'art et journaliste français.

## Biographie
L'état civil le connaît sous le nom de Jules Martinie. Son père Joseph-Philippe Martinie est sous-officier d'artillerie de la Marine, détaché à la fabrication des projectiles, et serait d'origine bretonne. Sa mère, Eugénie Adèle Mazé, est d'origine ardennaise.
Il prend ultérieurement le nom de sa mère pour nom de plume. Critique d'art pour La Grande Encyclopédie, il écrit plusieurs ouvrages historiques, notamment sur la guerre franco-allemande de 1870 (L'Année terrible), et la guerre de 1914-1918. Il est également l'auteur d’œuvres de fictions dont certaines sont parues en feuilleton dans Le Petit Parisien.
Il est officier puis conseiller référendaire à la Cour des comptes, et l'un des membres fondateurs de la Société des écrivains ardennais.
Il meurt à Paris en 1951.

## Ses œuvres
- Sedan !, poème, d'après le monument exécuté pour la ville de Sedan par le sculpteur A. Croisy, J. Rouam, 1897, 16 p.
- XIII légendes merveilleuses des Ardennes, 1899, réédition Nouzonville : les Cerises aux loups , 1998, avec illustrations, 135 p.
- Charles Grandmougin, Paris, J. Rouam , 1897
- Les Amants de Trigance, roman inédit, Paris, J. Tallandier, 1904, 326 p.
- L'Année terrible : La Défense de Paris : armées du nord, des Vosges et de l'est, siège de Paris, Tours, A. Mame , 1909
- L'Épopée impériale : D'Ajaccio à Sainte-Hélène, Tours, A. Mame , 1910, 399 p. & fig.
- L'Année terrible : La Terre sanglante, Tours,: A. Mame et fils, 1912, 303 p. & fig.
- L'Année terrible : Les Derniers coups de feu : l'Armée de la Loire, Tours, A. Mame et fils, 1912, 320 p.
- L'Année terrible : Les Étapes héroïques, Tours, A. Mame et fils, 1914, 320 p.
- Carnet d'un combattant : notes recueillies, Paris, Vernot , 1915
- Le Carnet de campagne du sergent Lefèvre, 1914-1916, Tours, A. Mame et fils, 1916 (lire en ligne)
- Les Mémoires d'un commandant de compagnie 1914-1918 : histoire d'un régiment d'infanterie pendant la guerre, Bloud & Gay, 1920, 264 p.
- La grande montagne : Le Mont-Blanc, Bloud & Gay, 1921, 140 p.
- Histoire de deux vieilles maisons: l'Hôtel de Brienne et le couvent de Saint-Joseph (Ministère de la Guerre), Paris, H. Champion, 1927
- La Conquête de l'Algérie, Tours, A. Mame et fils, 1930
- La Jeunesse de Bonaparte, Tours, A. Mame et fils, 1931
- La Collaboration scolaire des gouvernements coloniaux et des missions: Afrique britannique, Afrique belge, Afrique française, Pères Blancs, 1933, 83 p.
- La Vieille garde impériale, illustrations de Job, Tours, Mame, 1934
- Les Journées révolutionnaires d'octobre 1789 : Louis XVI et Marie-Antoinette, Paris, Librairie Hachette, 1939
- La famille royale et la Révolution, Paris, Hachette, 1943
- La Cour de Louis XV, Paris, Hachette, 1944
- La Cour de Louis XIV, Paris, Hachette, 1946
- Sous la Terreur, Paris, Hachette, 1947
- Vieux logis, vieilles histoires..., Paris, Hachette , 1949
- Visages d'autrefois, Paris, Hachette, 1951
- Jules Mary : l'homme et son œuvre (1851-1922), s.e., s.d., 53 p. (contient les discours prononcés aux obsèques de Jules Mary le 29 juillet 1922)
- L'Homme dans son milieu et ses activités. Écoles rurales de garçons. Fin d'études primaires, avec Y. Salaün, Paris : Les Éditions de l’École, 1957, 455 p., manuel scolaire
- La Femme dans son milieu et ses activités. Écoles urbaines de filles, fin d'études primaires, avec Y. Salaün, Paris : Les Éditions de l’École, 1958, 412 p., manuel scolaire

sous le nom de Jules Martinie
- La Croix d'honneur, monologue héroïque, F. Bigot, 1886, 4 p.
- Hommage à M. Popeguin : La Croix d'honneur, monologue héroïque, F. Bigot, 1886, 4 p.
- Hommage à M. Félix Chaudoir : La Statue du sergent Bobillot, récit patriotique, F. Bigot, 1886, 1 p.
- Barcy : 6 septembre 1914, imprimerie Paturel, s.d., 8 p.